# Swene ter Poorten
Swene ter Poorten (- Diepenveen 14 december 1439) was een zuster en kosteres van het klooster van Diepenveen. Het leven van Swene wordt beschreven in het handschrift Van den doechden der vuriger ende stichtiger susteren van Diepen Veen, geschreven door de rector van het Meester-Geertshuis in Deventer en oprichter van het vrouwenklooster in Diepenveen, Johannes Brinckerinck. 
Swene ter Poorten was de oudste dochter van Johan ter Poorten (- 1423), schepen uit Deventer en zijn vrouw Lutgerd (- vóór 1432). Ze had twee zussen die ook in het vrouwenklooster Diepenveen zouden intreden, Geertruid en Aleid. Op 21 januari 1408 traden Swene en Geertruid samen in het klooster in dat toen net was opgericht. Hun moeder en jongste zusje zouden in 1427 volgen.
Over Swene is bekend dat zij boeken kopieerde in het klooster. Vanaf 1413 was ze kosteres onder subpriorin Liesbeth van Delft. Ze deed onder andere de voorbereidingen voor de misvieringen.